# 마태복음 19장
마태복음 19장은 신약 성서의 마태복음 19장이다. 이 장을 포함하는 책은 익명이지만, 초기 기독교 전통에서는 마태가 이 복음서를 썼다고 한결같이 주장했다. 이 장에서 예수는 페뢰아를 통해 사역하며 예루살렘으로 향하는 마지막 여행을 시작한다. 또한 이는 수난의 출발점이라고 볼 수 있다.

## 본문

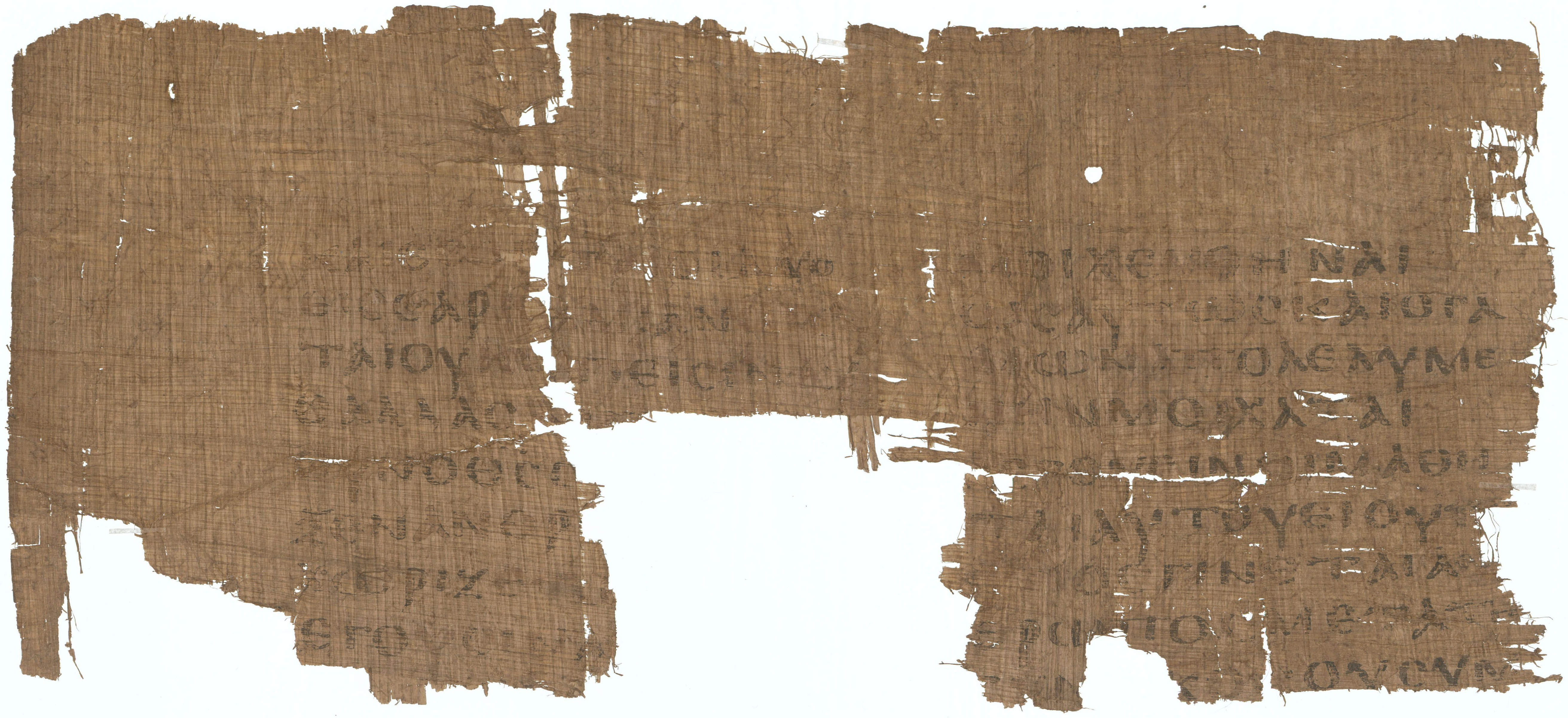
4세기 파피루스 25장의 뒷면 에 있는 마태복음 19:5–7,9–10

본문은 코이네 그리스어로 작성되어있다. 이 장은 30절로 나누어져 있다.

### 증거 문서들
이 장의 내용을 포함하는 일부 초기 사본은 다음과 같다.
- 파피루스 25 (4세기, 현존: 1~3, 5~7, 9~10절)
- 코덱스 바티카누스 (AD 325-50)
- 시내 사본 (330-60)
- 파피루스 71 (350경)
- 코덱스 베자에 (c. 400)
- Codex Washingtonianus (c. 400)
- 코덱스 에프라미 레스크립투스 (c. 450)
- 코덱스 퍼푸레우스 로사넨시스 (6세기)
- 코덱스 페트로폴리타누스 푸르푸레우스 (6세기, 현존: 7~12절)
- 코덱스 시노펜시스 (6세기, 현존: 3~10절, 17~25절)

### 참고 문헌 (구약)
- 마태복음 19:4: 창세기 1:27, 5:2
- 마태복음 19:5: 창세기 2:24
- 마태복음 19:18: 출애굽기 20:13-16, 신명기 5:17-20
- 마태복음 19:19: 출애굽기 20:12, 레위기 19:18, 신명기 5:16

## 구조
이 장은 다음과 같이 묶을 수 있다 (다른 공관복음서들에 대한 상호참조).
- 마태복음 19:1-10 = 결혼과 이혼 (마가복음 10:1-12)
- 마태복음 19:11-12 = 고자들에 대한 예수님의 가르침
- 마태복음 19:13-15 = 어린 아이들을 축복하시는 예수님 (마가복음 10:13-16, 누가복음 18:15-17)
- 마태복음 19:16-22 = 부유한 젊은 지도자에게 도전을 주시는 예수님 (마가복음 10:17-22, 누가복음 18:18-23)
- 마태복음 19:23-30 = 하나님으로서는 다 할 수 있느니라 (마가복음 10:23-31, 누가복음 18:24-30)

## 장소
이 장에 기록된 사건들은 예수와 그의 일행이 나중에 예루살렘으로 가는 길에 예리고에 들어가기 전에 요르단 (페레아) 건너편 유대와 갈릴리와 에서 일어난다. 마태복음에서 예수는 이런 상황 속에서 갈릴리를 떠난다 (마 19:1). 제미슨-포셋-브라운의 성경 주석은 "아마도 그것을 '구속자가 갈릴리에게 건넨 작별'이라고 언급하는 독자는 거의 없을 것이다"라고 묘사한다. 예수는 죽음에서 부활할 때까지 그곳으로 돌아오지 않는다. 이어서 천사들이 예수께서 살아나셨다는 소식 (마 28:7), 예수를 만난 여인들에게 직접 하신 인사말 (마 28:10), 마태복음의 마지막 말씀, 예수의 마지막 나타나심과 "모든 족속으로 제자를 삼으라"(마 28:19)는 사명은 모두 이때 예수께서 떠나시는 갈릴리를 가리킨다.
15절에서 예수께서는 어린아이들을 안수한 후 "거기서 떠나시니라"라고 되어있지만 그가 어디로 갔는지에 대한 언급은 없다. 예루살렘 성경은 이 본문을 "[예수께서] 가실 길을 가셨다"로 번역한다. 풀핏 주석의 저자는 이 시점에서 예수께서 "베레아에서 출발하여 예루살렘을 향하여 여행하셨다"고 자신 있게 주장하며, 신학자 존 길(John Gill)도 이 해석에 동의한다. 22절에서 부자 청년은 예수님과의 만남을 떠나가고 여기에 이어 예수께서 제자들과 "천국에 들어가고자 하는 부자"가 직면한 어려움에 대해 대화하도록 되어있다.

## 2절
큰 무리가 따르거늘 예수께서 거기서 그들의 병을 고치시더라.
요한 알브레히트 벵엘은 "거기"가 구체적이지 않고 치료가 행해진 많은 장소를 지칭한다고 말했다.

## 3절
바리새인들이 예수께 나아와 그를 시험하여 가로되, "사람이 아무 연고를 물론하고 그 아내를 내어버리는 것이 옳으니이까?" (개역한글 마 19:3)
공인 본문에서 이 문장은 그리스어 οι φαρισαιοι를 가리킨다. ( 바리새인 ) 그러나 'the'(οι)라는 단어는 이후 출판된 주요 편들에서는 제외되었으므로 많은 번역판에서 "일부" 바리새인이라고 나온다. 이혼에 대한 예수의 가르침은 이미 산상수훈에서 제시되었지만, 여기서 그 가르침이 더욱 분명해진다.

## 10절
제자들이 이르되, "만일 사람이 아내에게 이같이 할진대 장가 들지 않는 것이 좋겠나이다.”
그리스어로 οὐ συμφέρει γαμῆσαι (ou Sympherei gamēsai)는 "결혼하지 않는 것이 낫다" 또는 "결혼하는 것이 좋지 않다"로 번역될 수 있다. 《고등학교와 대학용 케임브리지 성서》에서 아서 카어는 예수의 판결을 "그리스도에 의해 실현된 사상의 혁명"이라고 묘사한다.

## 16~24절
네가 온전하고자 할진대 가서 네 소유를 팔아 가난한 자들에게 주라. 그리하면 하늘에서 보화가 네게 있으리라. 그리고 와서 나를 따르라. [...] (마 19:21)
이 구절은 예수님과 부자 청년의 이야기를 전달하며, “다시 너희에게 말하노니 낙타가 바늘귀로 들어가는 것이 부자가 하나님의 나라에 들어가는 것보다 쉬우니라”라는 부분으로 끝을 맺는다. 이 말에 놀란 제자들이 "그렇다면 누가 구원을 얻을 수 있으리이까?"하고 묻자 예수는 "사람으로는 할 수 없으나 하나님으로서는 다 하실 수 있느니라"라고 답한다.

## 27~30절
이에 베드로가 대답하여 이르되, "보소서! 우리가 모든 것을 버리고 주를 따랐사온대 그런즉 우리가 무엇을 얻으리이까?"
예수께서 이르시되, "내가 진실로 너희에게 이르노니 세상이 새롭게 되어 인자가 자기 영광의 보좌에 앉을 때에 나를 따르는 너희도 열두 보좌에 앉아 이스라엘 열두 지파를 심판하리라.
또 내 이름을 위하여 집이나 형제나 자매나 부모나 자식이나 전토를 버린 자마다 여러 배를 받고 또 영생을 상속하리라.
그러나 먼저 된 자로서 나중 되고 나중 된 자로서 먼저 될 자가 많으니라."

(마 19:27-30)
이 부분에서 베드로는 제자도의 댓가에 대해 예수께 질문한다. 예수는 훗날에 있을 최후의 심판에 대해 언급하며 그의 제자들도 심판을 내리는 일에 참여할 것임을 나타내고 있다. 또한 그는 그를 따르기 위해 사람들이 버려야 했던 것들 (형제, 자매, 부모, 자식, 전토 등)을 언급하며 요한 14장 26절과 비슷한 내용을 말하고 있다. 먼저 된 자가 나중 되고 나중 된 자가 먼저된다는 부분은 하나님의 나라의 질서가 세속적인 방법과 상반된다는 것을 말해주고 있다.

## 예술

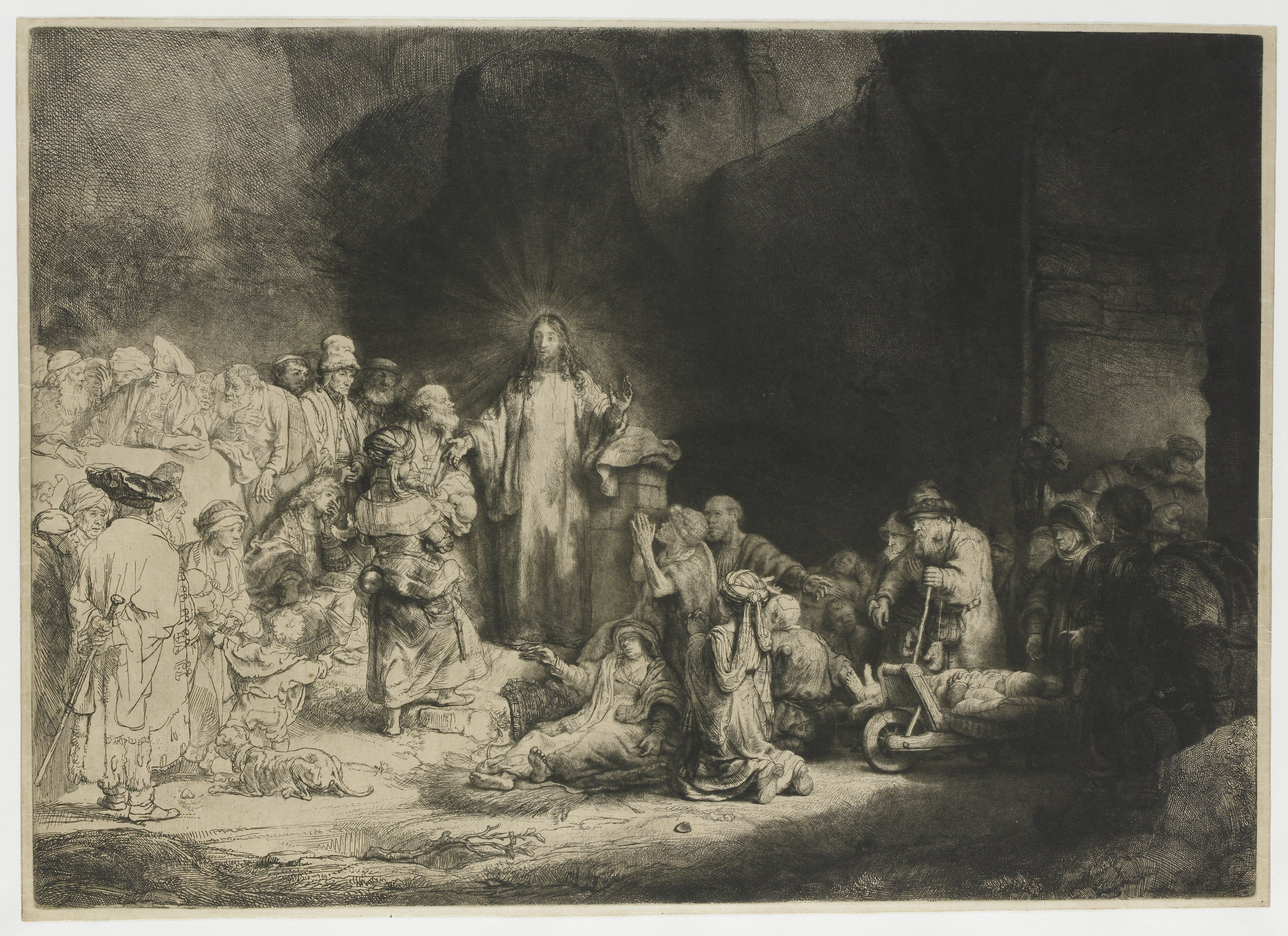
마태복음 19장에 기록된 다양한 사건을 묘사한 렘브란트의 100가지 길더 판화. 1649.

이 장의 사건은 렘브란트의 100가지 길더 판화에 포함되어 있다.

## 같이 보기
- 갈릴리
- 요르단
- 유대
- 모세
- 십계명
- 기타 관련 성경 부분: 창세기 1장, 창세기 2장, 출애굽기 20장, 레위기 19장, 신명기 5 장, 말라기 2장, 마가복음 10장, 누가복음 18장, 고린도전서 7장